# クサヴェラ・レーメ
- クサヴェラ・レーメ[1][2]
- クサベラ・レーメ[3][4]

クサヴェラ・レーメ（ドイツ語: Xavera Rehme、1889年9月27日 - 1982年10月5日）は、ドイツ出身の修道女、教育者。日本で大正末期から昭和中期にかけて、北海道札幌市でドイツ語の私塾を開くことを始め、札幌市の藤高等女学校（後の藤女子中学校・高等学校）の創設に尽力し、軍国化が進み困難な社会情勢の中で、女子教育に尽力した。戦後は藤女子短期大学及び藤女子大学の設立などの実績により、女子総合教育の場の設立に貢献した。クサヴェラの名は修道名であり、出生名はカタリナ・レーメ。ドイツのニーダーザクセン州オスナブリュック郡オスターカッペルン出身。

## 経歴

### 少女時代
1889年、ドイツ（当時はドイツ帝国）のオスターカッペルンで、農場を経営する家庭に誕生した。男8人、女7人の15人兄弟姉妹の末子であった。奇しくもこの1889年（明治22年）は、後にクサヴェラが骨を埋めることになる日本で、大日本帝国憲法が公布された年であった。
クサヴェラが1歳に満たない内に父が死去したが、すでに成人していた兄たちが母を支えて、クサヴェラは幸福な少女時代を送った。村の中央には教会があり、クサヴェラは幼少時から、キリスト教と接し育った。
ある年のクリスマスを迎え、母から「欲しいプレゼントを、神様宛ての手紙に書きなさい」と言われ、クサヴェラは思いつき限りたくさんの品物を書いた。すると母に「たくさん書いた手紙は、神様が箱の底に入れてしまい読めません。本当に必要な物だけが、必ず読んでもらえます」と言われ、クサヴェラは欲張りな心を反省し、品物を一つに書き直した。後年にクサヴェラはこの逸話を、藤学園で好んで話した。クサヴェラの精神は、こうして母によって培われたとも見られている。
1895年に、小学校に入学した。小学校時代は特に、理科と数学を得意した。高学年時代には、教員の代わりに教壇に立つことすらあった。

### 修道女への志願
クサヴェラは8年間の義務教育と2年間の語学教育を経て、1906年にオスナブリュックのウルズリーネ高等師範学校へ進学し、寄宿舎生活を送った。この学校の経営は修道会であるフランシスコ会であり、クサヴェラは修道会の人々と触れ合う内に、修道女として一生を送ろうと考えた。後年には多くの人々から、修道女を目指す切っ掛けについて問われたが、クサヴェラ自身は「大きな切っ掛けは無く、自然とそうした気持ちになった」と語っている。
クサヴェラの母もまた信仰深い人物であったが、クサヴェラは「自分が生涯を神に捧げる修道女になると知れば、母は衝撃を受ける」と考え、すぐに打ち明けることはできず、16歳となってから母に打ち明けた。母はやはり驚いて涙を流したが、クサヴェラの固い決意を知り、その進路を認めた。
1907年、クサヴェラは18歳になり、フランシスコ会に入会した。面接においてクサヴェラは、「病院と教育機関の2つの仕事のどちらを希望するか」を聞かれ、小学生時代より教員の夢を抱いていたことから、迷うことなく「教育に一生を捧げる」と答えた。フランシスコ会は世界各地での社会事業と教育事業に大きく力を注いでいたことから、クサヴェラもまた、教育の道を選んだときから、ドイツ国外で活動したいと考えていた。
やがて、後の日本の札幌教区司教であるヴェンセスラウス・キノルドから、「北海道に女学校を開きたい、カトリックの修道女を迎えたい」との連絡が届いた。クサヴェラは、以前から書物で日本のことを知り、極東の小さな島国に秘められた大きな可能性、慎ましく優しい女性たちに密かな期待を抱いていたことから、真っ先に日本行きを名乗り出た。クサヴェラが24歳のときであった。

### 日本への道
1914年、クサヴェラたちを乗せた船が、イタリアのナポリ港から日本へ発った。ドイツから日本への船旅による旅程は、昭和期に開通する空路と異なり、移動には2か月間を要した。しかし同年に第一次世界大戦が勃発した。船の次の寄港地が対戦国のイギリス領であったため、船はスエズ運河で6週間も立往生した挙句、イタリアへ引き返すことを強いられた。
クサヴェラはやむなくドイツに戻り、フランシスコ会の看護学校へ入学した。戦中の要請として、外国語を話せる者に看護学を学ばせることが国策となり、クサヴェラは英語とフランス語を話せたためである。このときに習得した看護学と衛生学の知識が、日本へ渡った後、第二次世界大戦の苦境の中、クサヴェラを救うことになった。
1918年に、第一次大戦が終結した。その2年後の1920年、キノルド司教から再び修道女として日本へ招かれたことで、ついにクサヴェラ念願の日本への出発の日が来た。クサヴェラの母は涙を見せつつも、気丈にクサヴェラを送り出した。これが母との今生の別れとなり、母はクサヴェラと再会することなく、8年後に死去した。

### 札幌での開校

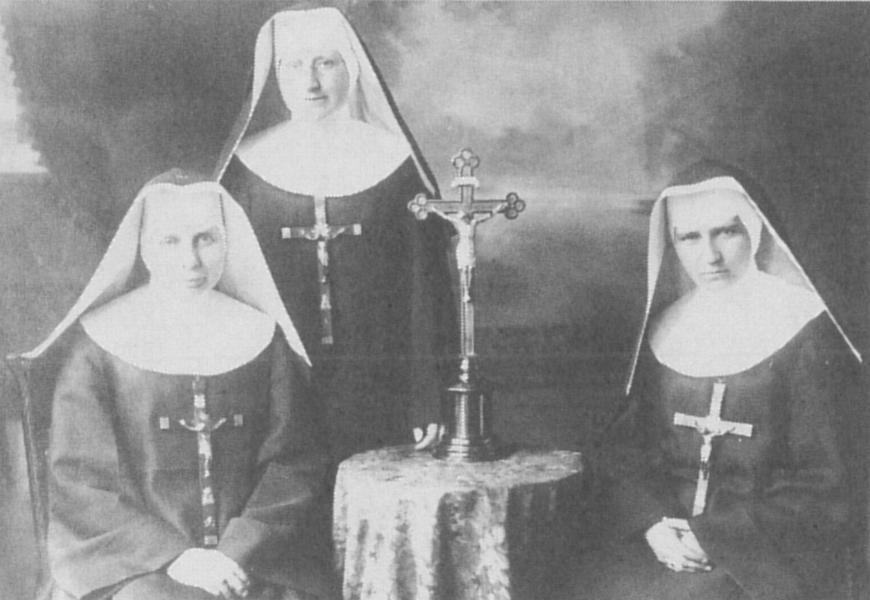
1920年に訪日した3人の修道女。中央がクサヴェラ・レーメ、向かって右が藤高等女学校初代校長のヨハンナ・サロモン・ベルヒマンス。左の修道女は学校創設に関与していない。

約2か月の航海の末、クサヴェラは日本の横浜港に到着し、鉄道で北海道に到着した。北海道はその気候や、牧場の新鮮な乳製品が豊富なことなど、郷里のオスターカッペルンとよく似た環境の土地であり、異国を訪れたばかりのクサヴェラを安心させた。クサヴェラたちは札幌で、大学生たち相手のドイツ語の私塾を開く一方で、日本語や日本の風俗、歴史、習慣を学ぶなど、開校の準備に明け暮れた。
しかしクサヴェラは訪日から早々に、大きな危機に見舞われた。第一次大戦でのドイツ敗戦により、インフレの影響でドイツマルクが大暴落したのである。これにより郷里から持参した学校創設資金や生活資金は、瞬く間に紙屑同然と化してしまった。冬服の購入資金が送金されてきても、その金で購入できたものは靴紐たった1本という有様であった。自分の生活を耐え忍ぶことはできても、本来の目的である学校創設の目途が立たないことは、如何ともし難かった。
フランシスコ会の本部からは「学校創設の目途が立たないなら帰国するように」との通達があったが、クサヴェラを含む修道女たちは、自力で資金集めを開始した。カトリック関係者に毎日、多数の寄付依頼の手紙を書き、その数は5000通から6000通にも達した。自分たちの食事も、各教会で製造されているパンを分けてもらい、副食も可能な限り節約するなどして、生活をぎりぎりにまで切り詰めた。札幌の人々との交流も次第に深まり、彼らの存在もクサヴェラたちの励みとなった。

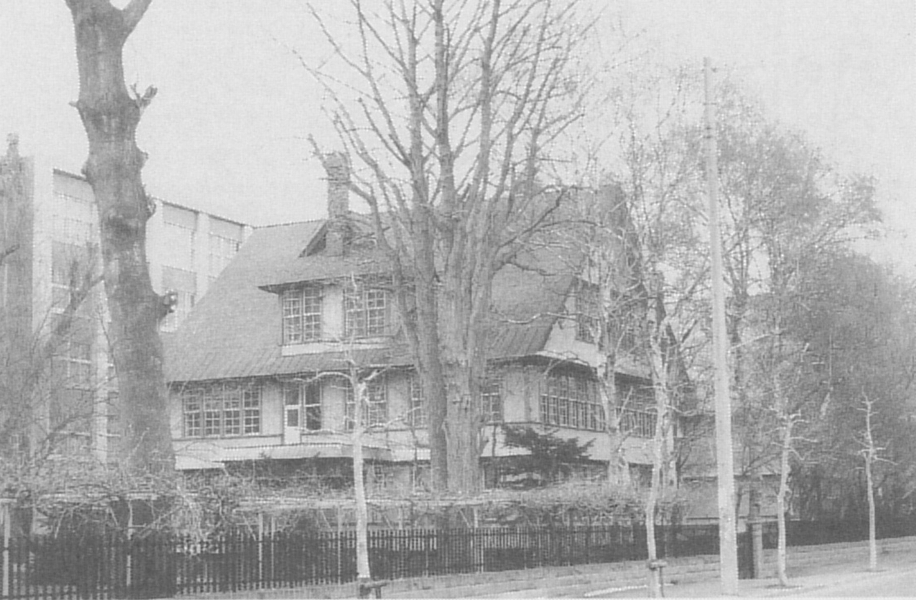
1925年開校当時の藤高等女学校校舎

クサヴェラたちの努力の甲斐あって、1925年（大正14年）、札幌藤高等女学校が開校した。キリスト教主義の高等女学校としては、北海道で最初の学校である。「藤」の名は、学校のある札幌の北26条西2丁目付近が当時、フジの花が多く咲いていたために「藤公園」の名で呼ばれ、しなやかで折れにくいフジの蔓、花弁を低く垂れるフジの姿が、クサヴェラたちには謙虚の象徴に見えたことからの命名である。クサヴェラと共に訪日した修道女であるヨハンナ・サロモン・ベルヒマンスが校長を務め、クサヴェラは副校長に就任した。
その約1か月後、ヨハンナが37歳で病死したことから、クサヴェラは開校からわずか1か月にして、2代目校長に就任した。ヨハンナは生徒たちには入学試験で顔を見せたのみで、実質的にはクサヴェラが創設初代校長ともいえる。クサヴェラにとっては重責であったが、1927年（昭和2年）8月に、豊富な教員経験を持つ牧野キクが藤高等女学校の教員として赴任し、クサヴェラの大きな助力になった。牧野がクサヴェラから信仰を学ぶ一方で、牧野はクサヴェラに日本語や日本人の習慣などを教え、いわばドイツ人と日本人との架け橋となった。

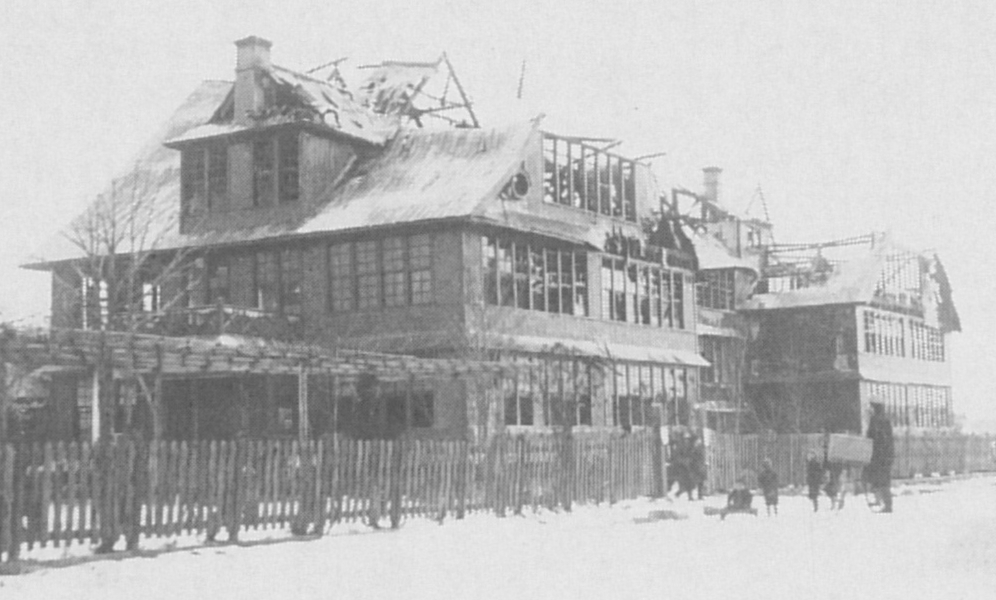
1932年の火災で半焼した藤高等女学校校舎

1932年（昭和7年）2月、藤高等女学校が火災に遭い、校舎は焼け落ちてしまった。このときには建物から避難するクサヴェラが服装を整えた姿であったため、一時は放火の疑いがかけられ、後にクサヴェラは当時のことを言葉少なに語っている。この火災により、新学期に向けて買い入れた教材、すべて灰になってしまい、クサヴェラは唇を噛んでしばし立ち尽くした。ドイツから贈られたピアノも灰となった。
この火災は日本での草創期のクサヴェラにとって、ドイツマルクの暴落、同志ヨハンナの死に次ぐ第3の試練といえた。しかし、生徒たちが焼け残った机や椅子を運ぶ姿を見て、クサヴェラの怯む心は鞭を打たれた。火災から3日後、卒業生たちが小遣いを持ち寄り、代表の2人が再建資金としてクサヴェラに届けに来た。資金の包みには、ただ2文字「真心」とのみ書かれていた。クサヴェラは涙を堪えて、それを受け取った。

### 軍国化に伴う日本での苦難
昭和10年代に入り、日本は次第に軍国化の色を帯び始めた。教育機関においてもそれは例外ではなく、日本国外の者は白い目で見られ、国外の教員はスパイ疑惑をかけられるほどであった。当時の日本の同盟国であるドイツ出身のクサヴェラもまた、同様であった。後年にクサヴェラが当時のことを話すときには言葉少なであり、当時のクサヴェラがいかに白眼視されていたかが窺える。
第二次世界大戦中の1940年（昭和15年）、ついに日本国外出身の校長を一切認めないとの方針が定められた。これによりクサヴェラは、校長を退任して一教員とならざるを得なかった。退任決定は1月であり、2か月後の3月には卒業式が控えていたため、クサヴェラたちは卒業式を済ませてから退任と考えていた。しかし役所からの催促により、クサヴェラは2月に退任を強いられた。このためにクサヴェラたちは、クサヴェラの名の印刷された卒業証書をすべて修正する作業に忙殺された。
生徒たちは、クサヴェラが病気でもないのに校長を退任しなければならないことに驚き、そのことを非常に疑問に思った。クサヴェラは生徒たちに何も告げることができず、涙を堪えることが精一杯だった。札幌市内の校長会でも校長交代にあたって、皆が真の理由を知っていながら、それに触れることはできず、当時クサヴェラはまだ51歳にも拘らず校長会長が「クサヴェラさんは、そろそろ老人になられるので」と苦しげに理由を述べた。

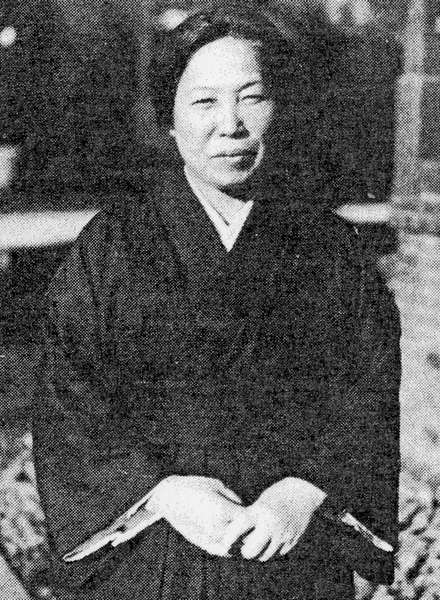
クサヴェラの後任の牧野キク。戦時中のため修道服ではなく標準服姿である。

クサヴェラは校長を退任後、英語の教員として務めた。慣れ親しんだ校長室からも離れ、校内では小さな応接室で過ごした。しかし国からの圧力はなおも強さを増し、英語が敵国語として禁止された。日独伊三国同盟が結ばれていたことから、クサヴェラはドイツ語の教員になることを申し出、許可を得た。しかし間もなく、そのドイツ語までが禁止され、一切の外国語の教育すら認められなくなるに至った。そのときクサヴェラが思いついたことは、最初の訪日が阻まれた際に、ドイツで学んだ看護学と衛生学であった。クサヴェラは「空襲に備えて救急手当の方法を教えたい」と申し出て、再び教壇に立つことができた。こうして教科を転々としながらも、クサヴェラは文句も言わず、収容所入りや本国への強制送還に遭わないことをありがたがり、「きっと父兄たちが庇ってくださっているのでしょう」と感謝していた。
この時期は藤学園最大の苦悩ともいえる時期であったが、クサヴェラや、クサヴェラの跡を継いで校長に就任した牧野キクの尽力により、校舎の一部を被服の軍需工場にしての勤務奉仕、生徒を授農など勤労動員に駆り出しての協力により、この時代を乗り越えることができた。敗戦後も、札幌市内の休閑地で農作物を栽培するなどして食糧難を凌ぎ、生徒たちを養うことができた。

### 戦後の学校発展 - 旭川での開校
第二次大戦の終戦後、クサヴェラたちは、新たな平和の国として立ち直ろうとする日本において、教育こそがその精神の支柱を作ると考え、藤高等女学校の創立の理念をいかして立派な家庭婦人を育むことに取り組み始めた。まず北海道内の最初の女子高等教育機関として、1950年（昭和25年）に藤女子短期大学が誕生した。さらに藤女子中学校・高等学校も設立され、1951年（昭和26年）にはクサヴェラがその理事長に就任した。
1953年（昭和28年）、旭川市で藤学園旭川高等学校（後の旭川藤星高等学校）が開校した。これは戦後の旭川市で女学校が不足しており、且つ語学教育の充実が必要とされたことでの、旭川市からの希望によるものである。クサヴェラはその初代校長として、住み慣れた札幌を離れ、旭川に移り住んだ。
当時の旭川の校舎は古い兵舎を借りたものであり、ガラス窓は割れ放題、剥がれた天井板にクモの巣が下がり、床には泥や埃がたまり、夜間の照明は裸電球のみで、風雪が吹き込み、雨が降ればバケツやタライの行列ができ、玄関の戸には鍵もなく突っかい棒で閉めるのみの、物騒極まりない建物であった。しかしクサヴェラは荒れ放題のこの建物に何ら不平不満を言うことなく、「十分です」「ありがたく思っております」と、自ら先陣をきって毎日、拭き掃除をした。無言で掃除をするクサヴェラに、他の教員や生徒たちも続いて掃除をすることになった。資金調達のため、古い切手を売って金に変えた。食費も極力切り詰めたため、クサヴェラたちは何度も空腹で倒れそうになるほどだった。寒さのために貧血で倒れたこともあった。
開校時こそ苦労を重ねたものの、この旭川での生活はむしろ充実していたようで、クサヴェラは後年、旭川での生活を楽しげに語っている。当時の教員たちのことも、クサヴェラは「いい人ばかり」と語っており、教員たちの家族たちとも交友していた。多くの苦労話のことも「札幌開校のことを思えば苦労というほどでない」「苦労もあったけれど、それは皆、物質的なものだったから」と語っている。北海道内での藤学園の発展は、この旭川の他にも北見市に高校と中学を設けるなど、地域的な広がりを見せた。

### 帰郷
1960年（昭和35年）、ドイツでのフランシスコ会の総長選挙に、クサヴェラが日本代表として選ばれたことで、クサヴェラは期せずして、約40年ぶりの帰郷が実現した。クサヴェラは藤学園の生徒たちからたくさんの日本土産を託され、同1960年4月にドイツへ帰郷した。母や多くの兄・姉たちは故人であったが、姉2人が健在であり、兄嫁や甥や姪、さらにその子供たちも含め、一族は大変な人数に膨れ上がっていた。歓迎会の場所が狭いために、小さな子供は参加しなかったものの、甥と姪だけで約100人にも昇る、多くの親族の歓迎を受けた。
親類や知人たち皆から「このままドイツにいて」「もう日本へ帰らないで」と言われたものの、クサヴェラは「私の帰るべき場所は北海道しかありません」と返した。このドイツ滞在中にテレビにも出演し、「ドイツに留まりますか」と問われ、「ドイツに私の仕事は有りません」と断った。藤女子高等学校の元校長である前田光子はこのときクサヴェラに同行しており、前田によれば、普段はうつむき加減に静かに話すクサヴェラが、きっぱりと「日本の土になる」と、顔を上げて言い切ったという。
約3か月間のドイツ滞在後、クサヴェラは日本へ帰った。前田光子は、旭川に到着してほっとしたクサヴェラの様子を「帰るべき場所に帰った」という表情に感じ、真に日本を愛している様子が伝わったという。なおこの12年後、2人の姉も死去した。
その後もクサヴェラは帰郷を勧められることがあり、再度の帰郷のために資金を集める卒業生たちもいた。しかしクサヴェラは「逢いたい家族は皆、天国へ行きました。天国でゆっくり逢えます」「私も歳ですし」と返し、1920年の訪日から60年以上の生涯において、この1960年が唯一の帰郷となった。

### 勇退
1968年（昭和43年）、クサヴェラは高齢を理由とし、旭川高等学校の校長職を退任した。クサヴェラの退任を惜しむ声はやがて町の声となり、旭川市はクサヴェラの労を労うために、市民感謝祭を開催した。生徒や卒業生たちの手により、クサヴェラには九州旅行が贈られた。この旅行中にクサヴェラは美智子皇太子妃に逢うことができ、皇太子妃から「長い間ご苦労様でした」との言葉をかけられ、皇太子妃自ら庭から切ったバラの花を受け取った。クサヴェラにとってこれは、生涯忘れられない思い出となった。
クサヴェラは旭川藤学園を退職後も、教員として旭川に留まっていたが、旭川は冬季の厳しい寒気が体に障るとの周囲の配慮から、1971年（昭和46年）に札幌のマリア院（フランシスコ会の支部修道院）に移った。その後も朝5時に起床し、聖堂での祈りと食事の後、人々に英語やドイツ語を教えるなど、多忙な余生を送った。
同1971年、女子教育への尽力の評価により、北海道開発功労賞を受賞した。このときクサヴェラは「ひたすら日本のため、北海道のために祈り続けるばかりでございます」「（受賞に対して）北海道のお土になることでご恩返しをしたいと存じます」と挨拶を述べた。謙虚な姿勢のこの挨拶には、多くの関係者が感涙にむせんだ。
1973年（昭和48年）、藤学園旭川高等学校の創立20周年記念式典として、同校にクサヴェラの胸像が建造された。1980年（昭和55年）、西ドイツ政府からクサヴェラへ、異国である日本で「祈りの人」としての生涯を捧げた労いと感謝の証として、西ドイツ第一級功労十字勲章が贈られた。

### 晩年
1982年（昭和57年）9月25日、クサヴェラは聖堂で転倒して、左手首の骨にひびが入った。この負傷のために生活上の不自由を強いられ、精神的な打撃になったようだが、そのときは割合に元気な様子であった。
しかし満93歳の誕生日の2日後である同1982年9月29日、夕食の頃より体調が悪化した。翌9月30日、朝の祈りの頃に痙攣を起こし、重篤な状態に陥った。医師の往診もあって一時は回復し、周囲も安心した。しかし10月5日正午に札幌マリア院で、教会堂からの鐘の音を合図のように、急性肺炎により満93歳で死去した。
同日の死去の間際に、クサヴェラは病床において、うわ言のように「グーテ・グーテ・アルグーテ・アレスゼアグーテ」と、何度も呟いていた。これは日本語に訳すと「良い、良い、すべて良い、非常に良い」となる。このことから藤女子大学および藤女子短期大学の元学長である山下二枝は、クサヴェラは「臨終の時において93年間の生涯すべてを思い出し、長年の苦しみを乗り越えてすべて良くなるという心境に至ったのだろう」と語っている。

### 没後
通夜と葬儀ミサは札幌マリア院で行われ、参列者の数は約2千人に上った。クサヴェラは死去の直前、満93歳の誕生日の前に書かれたとみられる以下のメモ書きを遺しており、この言葉は葬儀ミサの参列者たちに、記念カードとして配布された。
生前に「日本の土になる」「北海道の土になる」と語った遺志の通り、クサヴェラの墓碑は札幌市中央区円山のカトリック墓地に建立された。
クサヴェラに次いで牧野キクも1996年（平成8年）に死去し、その5年後の2001年（平成13年）、藤女子大学に学生食堂「クサヴェラホール」と「ヘレナホール」が築造された（『ヘレナ』は牧野キクの修道名）。同大学生たちの学生生活を援助するための施設であり、食事の他にも自習や談話など、多目的に用いられている。
2019年（令和元年）、藤女子中学校・高等学校の創立100周年記念事業として、成績優秀な受験生に返済義務の無い奨学金を給付する「クサベラ・レーメ記念奨学生特別選考」を実施することが発表された。

## 年譜
- 1889年（明治22年）9月27日 - ドイツのオスターカッペルンで誕生[7]
- 1907年（明治40年） - フランシスコ会に入会[15]
- 1913年（大正2年） - ウルズリーネ高等師範学校を卒業、修道誓願宣立[15]
- 1914年（大正3年）7月9日 - ドイツから日本を経つが、第一次世界大戦のために足止めに遭う[74]
- 1918年（大正7年） - フランシスコ病院付属看護学校に入学[15]
- 1920年（大正9年）5月31日 - ドイツから日本へ再出発、翌1921年（大正10年）3月15日に札幌市に到着[74]
- 1925年（昭和14年） - 札幌藤女学校が開校、同年の校長の急逝により2代目校長に就任[24]
- 1941年（昭和16年）1月 - 日本の国策により校長職を辞任し、一教員となる[75]
- 1951年（昭和26年）3月 - 学校法人藤学園理事長に就任[76][77]
- 1953年（昭和28年） - 旭川市に藤学園旭川高等学校創立、初代校長に就任[15]
- 1955年（昭和30年） - 藤幼稚園が開園、初代園長に就任[15]
- 1960年（昭和35年）3月19日 - フランシスコ会の総長選挙に日本代表として推薦され、40年ぶりにドイツに帰郷[50]
- 1963年（昭和38年） - 藤学園理事長を退任し、理事に就任[15]
- 1968年（昭和43年） - 高齢により藤学園旭川高等学校の校長職を退任[50]
- 1971年（昭和46年）7月27日 - 旭川市より札幌市へ転居[36]
- 1982年（昭和57年）10月5日 - 急性肺炎により満93歳で死去[65]

### 表彰歴
- 1952年（昭和27年）11月 - 北海道新聞文化賞[77][78]
- 1958年（昭和33年） - 北海道社会貢献賞[15]
- 1959年（昭和34年） - 勲四等宝冠章[15]、旭川市文化賞[4][79]
- 1963年（昭和38年） - 北海道文化賞[80]
- 1971年（昭和46年） - 北海道開発功労賞[5]
- 1980年（昭和55年）4月 - 西ドイツ第一級功労十字勲章[60]

## 人物
北海道開発功労賞受賞当時（1971年）には、クサヴェラは美しい日本語、丁寧なお辞儀、徹底した良妻賢母育成の女子教育観により、多くの人々から「日本人以上に日本的な方」と言われていた。特に流暢な日本語には定評があり、その発音は端正で美しく、上品で格調の高いものであった。ドイツ語よりも日本語の方が上手ともいわれた。唯一「北海道（ほっかいどう）」を「ほかいどう」と発音するなど、促音の発音のみは時折り微妙な変化がある程度であった。勲四等宝冠章の受章について語るときも必ず「日本国天皇より贈られた」と前置きを付けて姿勢を正した。
学校法人北星学園の元理事長である時任正夫によれば、自身の楽しみは一切持たずに、奉仕の心を貫いた人物であった。学校に小使として勤務していた老人が病床についた際に、クサヴェラが何か美味の食べ物を他から貰うと、自分は食べずにその老人の見舞いに送ったという話もある。元カトリック北海道教区長の富澤孝彦は、クサヴェラを「親切の権化のような方」と呼んだ。
旭川に高校を新設したときには、高齢にも拘らず自ら現地へ足を運ぶほどの熱心さであったが、そのように教育には厳しい反面、人に対しては柔和に接していた。教え子との交流は、実家の母と嫁いだ娘のような関係ともいわれた。何度も校則を冒す生徒のことが職員会議で話題に挙がっても「もう一度試してみましょうね」と、何度も庇った。退学を強いられる生徒がいれば、泣きながら何日間も聖堂で祈り続けた。学生たちはもちろんのこと、卒業生たちにも慈母のように慕われた。ドイツへの帰郷時には卒業生たち80人以上が送別会を開催し、1970年（昭和45年）には卒業生たちによる来道50年記念「感謝の会」が開催され、北海道開発功労賞の授賞式では、クサヴェラは懇親会に出席せず「旭川で祝いの会があるので」と早々に帰ったというエピソードも、教え子たちとの親密さを物語っている。旭川を去って札幌に移り住んだ際には、クサヴェラを慕う教え子たちが数台の自家用車で、クサヴェラの乗る列車を札幌まで追って走ったという話も知られている。
北海道教育大学名誉教授である高坂直之によれば、高坂の友人の子が藤学園をトップの成績で卒業し、クサヴェラからぜひ採用したいとの話があり、高坂がそれを受けたものの、すでに先方では大企業での就職が内定していた。謝罪する高坂に対し、クサヴェラは笑みを浮かべながら彼の労をねぎらった。また旭川藤高校の講師を務めていた高坂が、別の仕事のために年度途中で退職を強いられたときも、クサヴェラは自分の迷惑を省みずに、高坂に励ましの言葉をかけた。このように、どんなことでも善意に受け取る人間であった。
牧野キクは、かつて修道女になると決心した際、家族がそれを知れば心を煩わすと考え、教員になるとだけ家族に伝え、クサヴェラにも修道院入りを内密にするよう依頼していた。しかし牧野が家族と共にクサヴェラのもとを訪れたとき、クサヴェラは「牧野さんが修道院に入られますことは嬉しいことです」と挨拶した。このことから牧野はクサヴェラを、人をごまかすことなど到底できない人物だと知ったという。

## 評価
北海道新聞文化賞受賞時（1952年）には、「藤学園が北海道の文化のために寄与したことは、クサヴェラの髙い徳と努力の結実」「世に現れることを求めず、無言の努力を続けてきたクサヴェラの功績は偉大」と評価された。またクサヴェラは藤学園を成長させると共に、幼児教育の重要さにも着目し、北海道内各地に幼稚園を設置しており、北海道内における幼児教育の先導的役割を果たした点においても評価され、「北海道女子教育のパイオニア」と呼ぶ声もあった。
郷土史家である村上久吉も、「藤学園に築かれた校風は、クサヴェラの神への信仰、その信仰より現れる温情、熱意、高潔な人格、優れた教化力によるもの」と評価している。旭川女子中高等学校教頭の菱木実もまた、「藤学園の基礎が不変になったのは偉大な慈母、偉大な教育者であるクサヴェラの尽力によるもの」と語り、旭川に藤学園が創設されたこともまた「クサヴェラの信仰、深い人柄と信念によるもの」と評価している。
北海道建設専門学校の元校長である三浦喜多治は、クサヴェラを「偉大な教育家」と評価し、「あれだけ徹底した教育観、その根底にある人生観といったものは生まれ育たないのでなかろうか」と語っている。
元旭川市長の坂東徹によれば、坂東は市会議員当時、ある人物より「子供が受験をするので頼んでもらえないか」との依頼で、重い足取りでクサヴェラを訪ねた。クサヴェラや嫌な顔一つせずに坂東の話を聞いた後「差別や偏見や私情を持ち込まず、その子供に合った教育をすることが教育の原点」と説いた。つまり坂東の依頼は断られたわけだが、坂東はクサヴェラの言葉に毅然さと優しさを感じ、反感どころか畏敬の念を抱いたという。また坂東の父である坂東幸太郎もまた元旭川市長であり、クサヴェラには教育者としての情熱、思慮深さ、滲み出る人徳に強く感動していたという。
旭川市議会の元議員である高松守信によれば、クサヴェラは旭川市に藤学園を誘致する際に、苦労を重ねながらも「市のご都合もございましょう、よろしくお願い足します」などと頭を下げるばかりであった。清貧にして、決して己を打ち出すことのない真摯な姿を感じ、頭を下げながらも凛然とした強い信仰と慈愛に溢れる姿を感じたという。
クサヴェラが昭和初期に日本からの圧力により教員職を解かれ、看護学を教えていたことについて、北海道開発功労賞受賞当時、藤学園同窓会である藤の実会の会長であった前木みのりは、クサヴェラの説く看護学は、寝たきりの病人に対する寝巻の着せ替え、シーツの交換な、包帯の巻き方など、非常に実際的なものであり、前木の実父が脳梗塞で倒れたときにも、非常に役に立ったという。